# Gsellhof
Gsellhof ist ein Ortsteil der Gemeinde Altenthann im Oberpfälzer Landkreis Regensburg (Bayern).

## Geografische Lage
Die Einöde Gsellhof liegt in der Region Regensburg, ungefähr zwei Kilometer westlich von Altenthann.

## Geschichte
Gsellhof (ohne Gsellmühle) wurde 1521 in den Steuerregistern des Landgerichts Donaustauf erstmals schriftlich erwähnt. Gsellhof zusammen mit der Gsellmühle wurde 1599 als mit Vogtei und Obrigkeit zum Landgericht Donaustauf gehörig aufgeführt. Das Kloster Reichenbach war Grundherr von Gsellhof und Gsellmühle. Deswegen war Gsellhof nie forstnutzungsberechtigt.
Die Propstei auf dem Langfeld des Klosters Reichenbach war im 17. Jahrhundert Grundherr vom Gsellhof. Seine Einkünfte gingen, solange das Kloster Reichenbach nicht mit Religiosen besetzt war und die Restitution noch ausstand, an den Kurfürsten und die Bischöfe zu Eichstätt, Bamberg und Regensburg. Der Hofmarksherr von Altenthann kaufte 1638 Gsellhof, wodurch jedoch keine Änderung in den Rechten der Vogtei eintrat.
Bis ins 18. Jahrhundert waren auch die Zenger Nutznießer der Einkünfte von Gsellhof.
Zum Stichtag 23. März 1913 (Osterfest) gehörte Gsellhof zur Pfarrei Wenzenbach und hatte ein Haus und 11 Einwohner.
Am 31. Dezember 1990 hatte Gsellhof 5 Einwohner und gehörte zur Pfarrei Altenthann.